# Oklahoma
Oklahoma is een van de 50 staten van de Verenigde Staten. De staat wordt ook wel de "Sooner State" genoemd, naar kolonisten die zich 'sooner' (eerder) konden vestigen in de staat om land te claimen. De standaardafkorting is OK. De hoofdstad is Oklahoma City.

## Geschiedenis
Het gebied dat nu Oklahoma heet, werd oorspronkelijk bevolkt door indianenstammen als de Caddo, waarvan er nog steeds afstammelingen wonen.
Daarna was de regio lang in handen van de Fransen. Gedurende enige decennia aan het einde van de 18e eeuw beheerste Spanje het gebied. Frankrijk verkocht het uiteindelijk in 1803 aan de Verenigde Staten (zie Louisiana Purchase).
In de jaren 1830-40 werden veel indianen uit andere delen van het land naar de regio overgebracht. De Choctaw-indianen, een van de stammen die dit lot ondergingen, gaven Oklahoma zijn huidige naam. In hun taal betekent okla zoiets als "volk" en homa "rood". Plaatsen als Tulsa, Tahlequah en Muskogee zijn gesticht door indianen.
Sommige indianenstammen hadden zwarte slaven in dienst. Tijdens de Amerikaanse Burgeroorlog kozen bepaalde stammen partij voor de Confederatie, waarvoor ze na afloop zwaar gestraft werden door de federale overheid.
In 1889 nam de overheid de indianen het aan hen gegeven land grotendeels weer af. Vanaf 22 april van dat jaar kon het door kolonisten kosteloos in bezit worden genomen. Zij die al iets eerder grond claimden, werden Sooners genoemd. Op 16 november 1907 werd Oklahoma formeel de 46ste staat van de Verenigde Staten.
In het begin van de 20e eeuw werd er begonnen met grootschalige oliewinning in de omgeving van Tulsa, wat nog meer mensen naar het gebied lokte. Tijdens de crisisjaren leidden droogte en verkeerd grondgebruik tot het ontstaan van de Dust Bowl. Vruchtbare aarde werd in grote stormen weggeblazen, waardoor veel boeren de staat ontvluchtten. Dit was onderwerp van de roman The Grapes of Wrath van John Steinbeck en van de foto's van Dorothea Lange.
Op 19 april 1995 pleegde Timothy McVeigh een bomaanslag op een gebouw van de federale overheid in Oklahoma City, waardoor 168 mensen om het leven kwamen (de Oklahoma City Bombing).
Oklahoma ligt in het gedeelte van de Verenigde Staten dat de bijnaam Tornado Alley (Tornadosteeg) heeft gekregen vanwege het grote aantal tornado's dat hier voorkomt. Op 3 mei 1999 werd Oklahoma getroffen door een serie tornado's waarvan één tornado met windsnelheden tot 510 kilometer per uur de zwaarste ooit gemeten is. Deze tornado bereikte de buitenwijken van Oklahoma City. 46 mensen verloren het leven. In Oklahoma City is de kans op een tornado 345% groter dan het gemiddelde in Amerika.
In Oklahoma wordt de doodstraf uitgevoerd. Begin 2014 kwam Oklahoma in het nieuws omdat een executie fout liep en de terdoodveroordeelde onnodig pijn leed, om pas een uur na de injectie te overlijden aan een hartaanval.

## Geografie

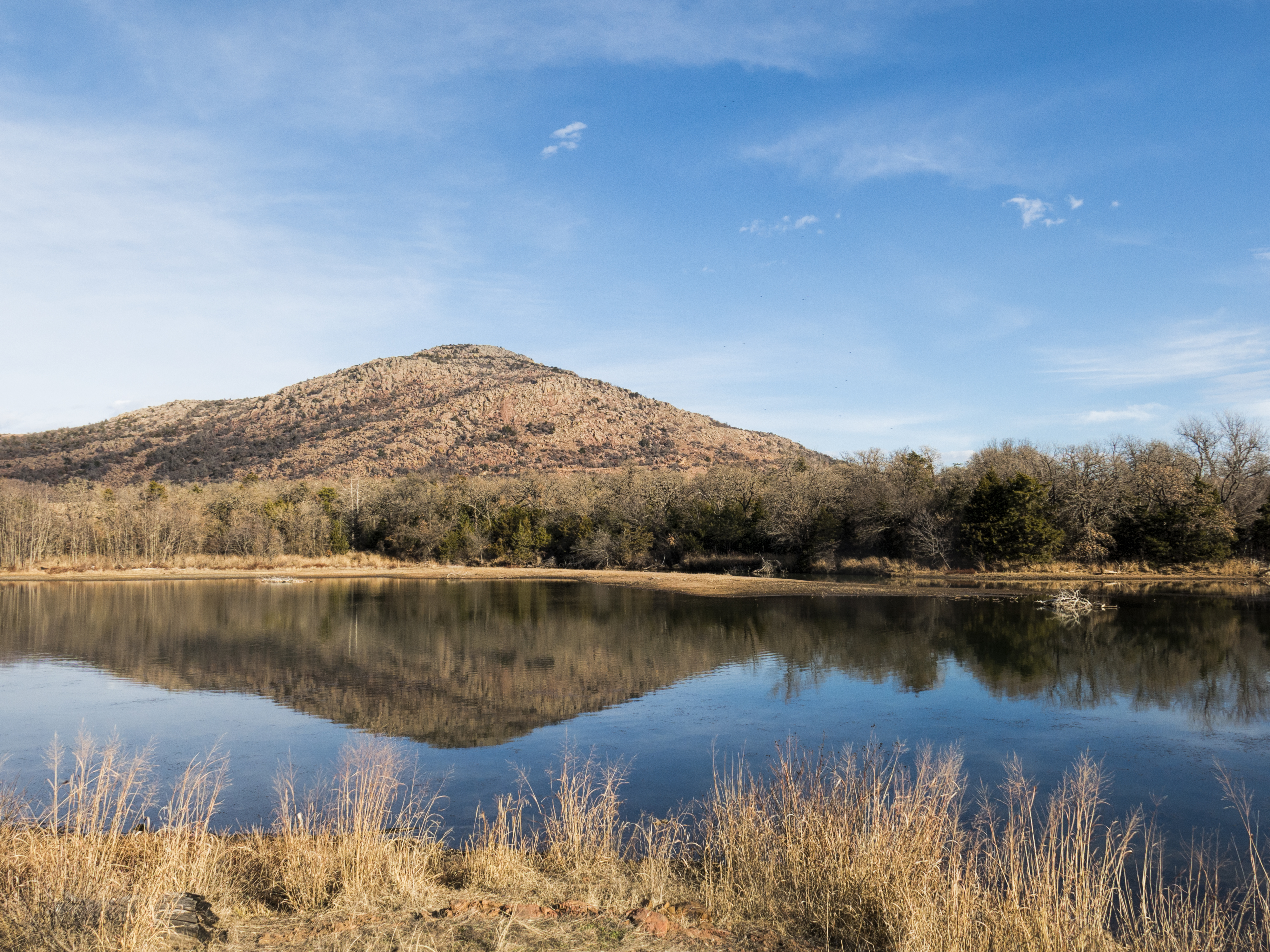
Mount Scott in Wichita Mountains Wildlife Refuge

De staat Oklahoma beslaat 181.196 km², waarvan 178.023 km² land is. Het behoort tot de Central tijdzone.
Oklahoma grenst in het noorden aan de staten Kansas en Colorado, in het westen aan New Mexico, in het oosten aan Missouri en Arkansas en in het zuiden aan Texas.
De belangrijkste rivieren zijn de Red, die een groot deel van de grens met Texas definieert, de Arkansas en de South Canadian. Oklahoma telt veel grotere en kleinere meren, zoals Lake Texoma en Eufala Lake.
Het zuidoosten van de staat is het meest heuvelachtig, maar het hoogste punt is de top van Black Mesa (1516 m) in de Oklahoma Panhandle (het uiterste noordwesten).

## Demografie en economie
In 2004 telde Oklahoma 3.523.553 inwoners (19.40 per km²), waarvan ongeveer 68% van de bevolking in stedelijke gebieden woont. De grootste steden zijn de hoofdstad Oklahoma City en Tulsa.
De grootste etnische groepen zijn: 75,5% blanke Amerikaan, 11,9% Spaans of Latino en 9,7% zwart.
De meest gesproken talen zijn: 92,6% Engels en 4,4% Spaans.
Het bruto product van de staat bedroeg in 2001 94 miljard dollar.

### Cherokee Nation
Het volk van de Cherokee werd in 1838 gedwongen uit hun woongebieden in Georgia, Alabama en North-Carolina te migreren naar Oklahoma. Zij hebben daar onder protest een nieuw bestaan opgebouwd.
De huidige Cherokee Nation kent een sterke economische groei, gelijkwaardigheid en welvaart voor zijn burgers, met aanzienlijke belangen
in zaken, onroerend goed, landbouw en enkele zeer winstgevende casino's. De Cherokee Nation beheert Cherokee Nation Businesses, een conglomeraat van bedrijven, dat duizenden banen voor Cherokee in het oosten van Oklahoma schept.
De Cherokee Nation heeft klinieken door heel Oklahoma gebouwd, bijgedragen aan sociale projecten, scholen en universiteiten voor haar volk geopend, het beoefenen van Gadugi (samenwerken voor de gemeenschap) bevorderd, dat zelfredzaamheid stimuleert en taalprogramma's voor haar kinderen en jeugd nieuw leven ingeblazen. De natie is zodoende een machtige en positieve economische kracht in het oosten van Oklahoma.

## Bestuurlijke indeling
Oklahoma is onderverdeeld in 77 county's.

## Politiek

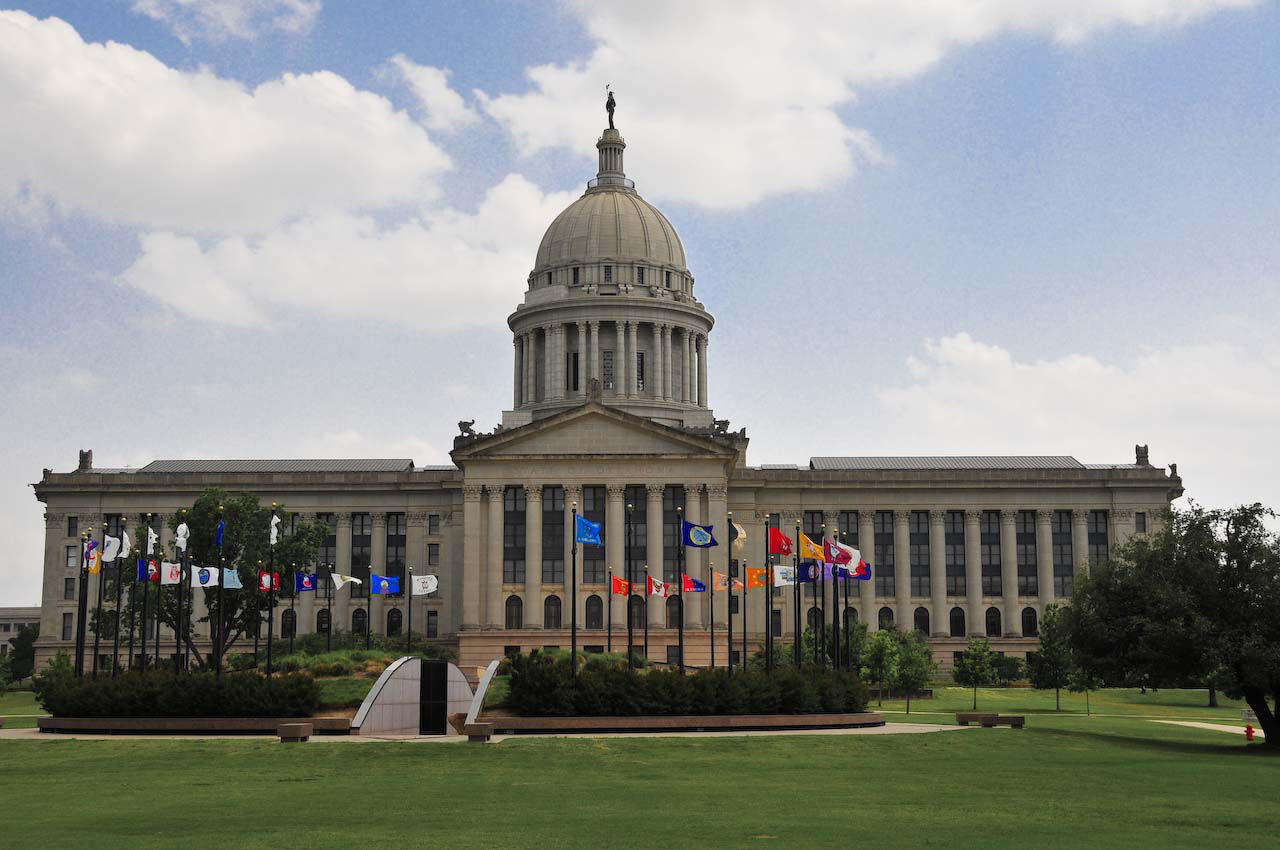
Oklahoma State Capitol

Aan het hoofd van de uitvoerende macht van de staat staat een gouverneur, die direct gekozen wordt door de kiesgerechtigden in de staat. De gouverneursverkiezing van 2018 werd gewonnen door Kevin Stitt van de Republikeinse Partij. Hij trad in januari 2019 aan als gouverneur van Oklahoma.
De wetgevende macht bestaat uit het Huis van Afgevaardigden van Oklahoma (Oklahoma House of Representatives) met 101 leden en de Senaat van Oklahoma (Oklahoma Senate) met 48 leden.